# Флаг Всевеликого войска Донского
Флаг Всевеликого войска Донского представляет собой прямоугольное полотнище с равновеликими горизонтальными полосами: верхняя полоса синего цвета, средняя — жёлтого цвета и нижняя — красного цвета. Отношение ширины флага к его длине 1:1,6.

## История
4 мая 1918 года на заседании «Круга спасения Дона» были приняты Основные законы Всевеликого Войска Донского. В законах оговаривалась и символика Дона:
ст.48. Три народности издревле живут на донской земле и составляют коренных граждан Донской области — донские казаки, калмыки и русские крестьяне. Национальными цветами их были: у донских казаков — синий, васильковый, у калмыков — жёлтый и у русских — алый. Донской флаг состоит из трёх продольных полос равной ширины: синей, желтой и алой.

ст.49. Восстанавливается старинная печать и герб Донского войска, изображающего оленя, пронзённого стрелою.

Флаг Всевеликого Войска Донского
 …Донской казачий флаг впервые был поднят над Новочеркасском в мае 1918 г. До этого у донских казаков были лишь войсковые знамёна, пожалованные русскими царями. Флаг 1918 г. был символом независимого государства Всевеликое Войско Донское. Всего два года просуществовало оно, дав казакам («Основные законы Всевеликого Войска Донского»), двух атаманов — Краснова и Богаевского и трехцветный национальный флаг, сине-желто-красный. Если флаг Российского государства (под которым сражались белогвардейцы) символизировал единство трех славянских народов: русского, белорусского, украинского, то флаг Дона символизирует единство, проживающих в крае, казаков, калмыков и русских. Синий — казачество. Жёлтый — калмыки, тоже включенные в казачье сословие. И красный цвет — все иногородние (украинцы, русские, немцы, армяне)…— сайт Вольная Станица

## Современность

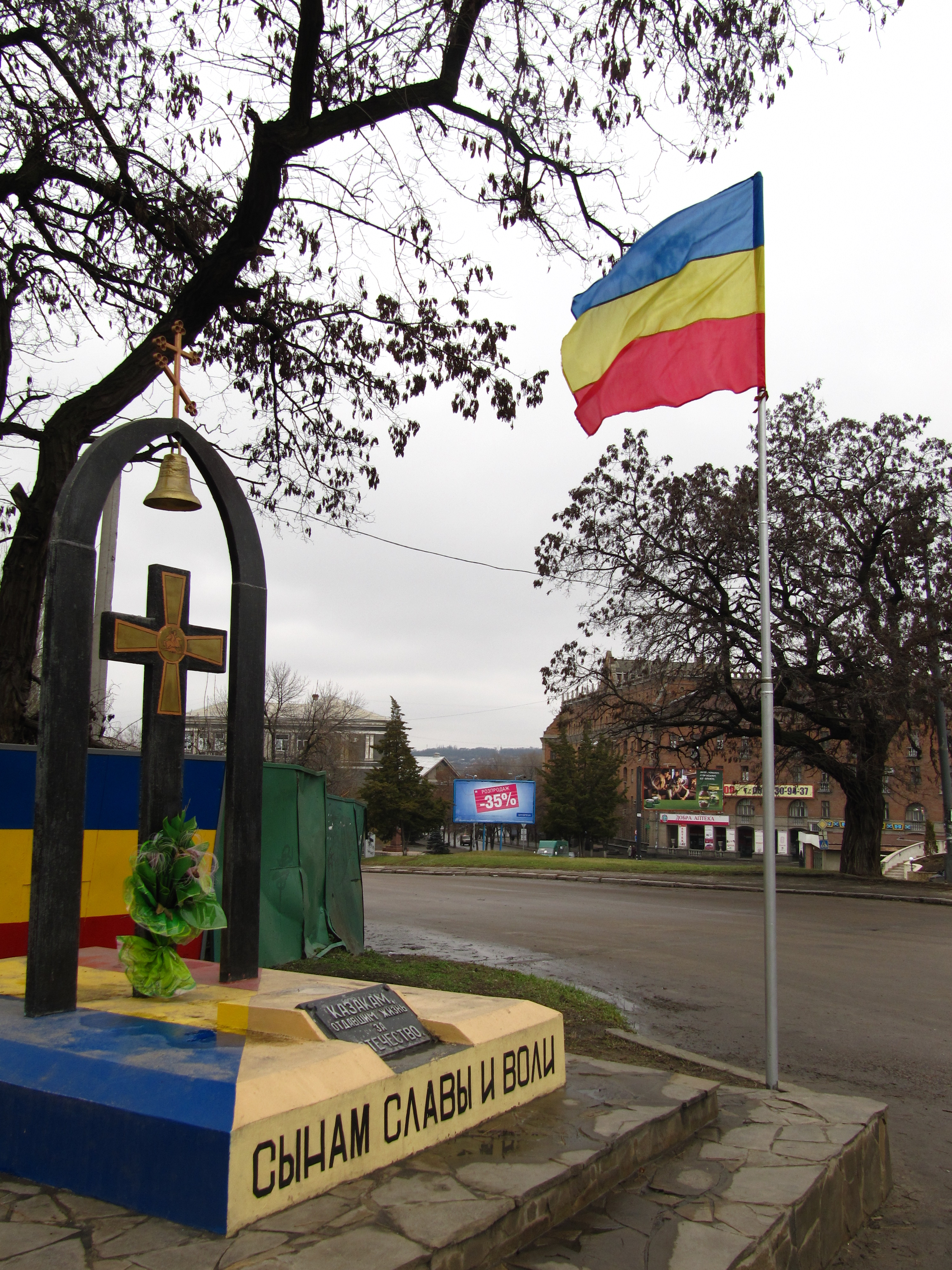
Памятник донцам «Сынам славы и воли» в Луганске, 2012

В ноябре 1990 года в Ростове-на-Дону состоялся съезд казаков Дона. По итогам было решено образовать Союз казаков области Войска Донского. На съезде были восстановлены традиционные символы Войска Донского: донской флаг установленного образца, также и донской герб и гимн казачества.
Флаг Всевеликого Войска Донского лёг в основу флага Ростовской области.